# Turm Erdhausen

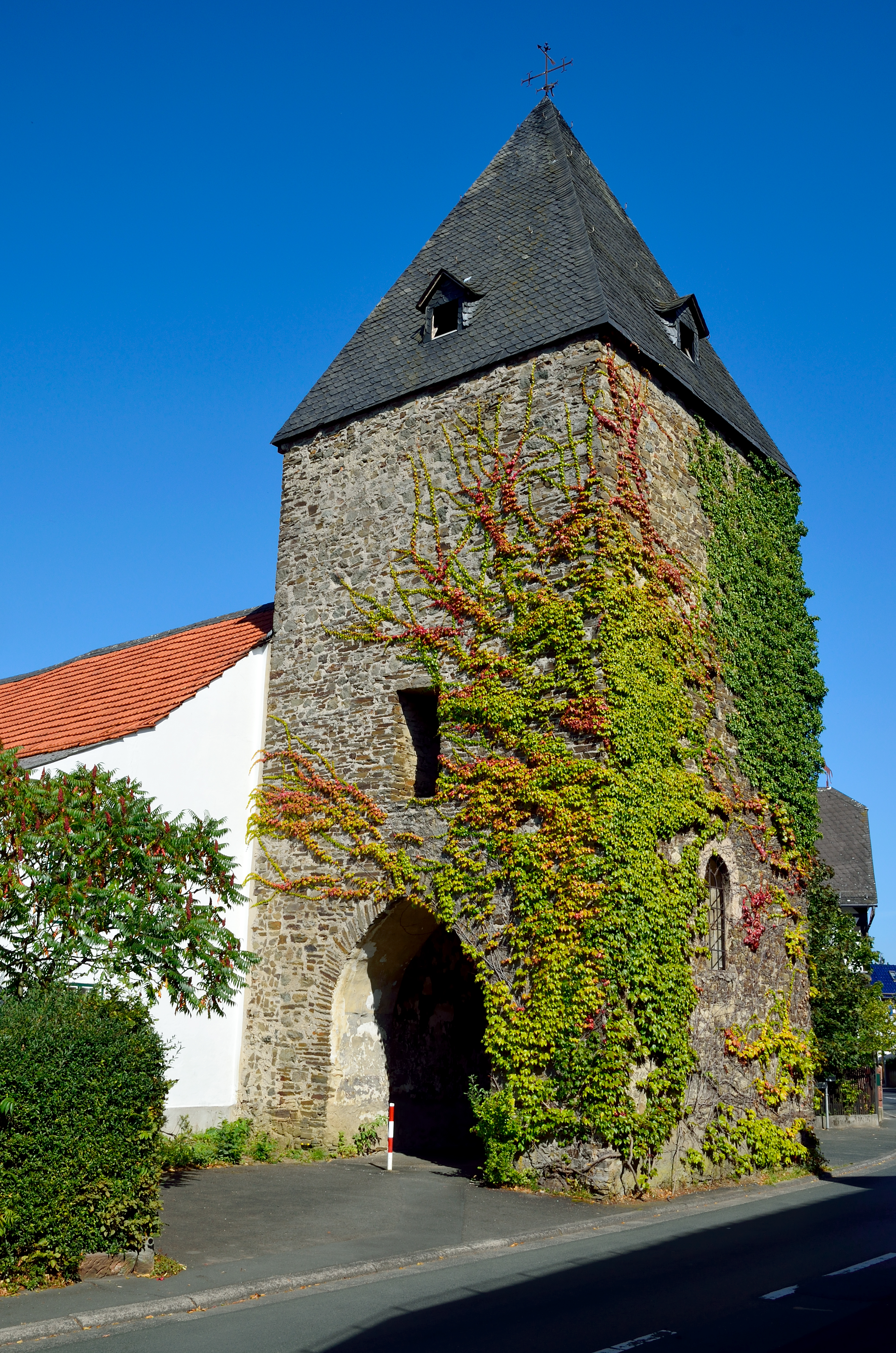
Turm von Südwesten

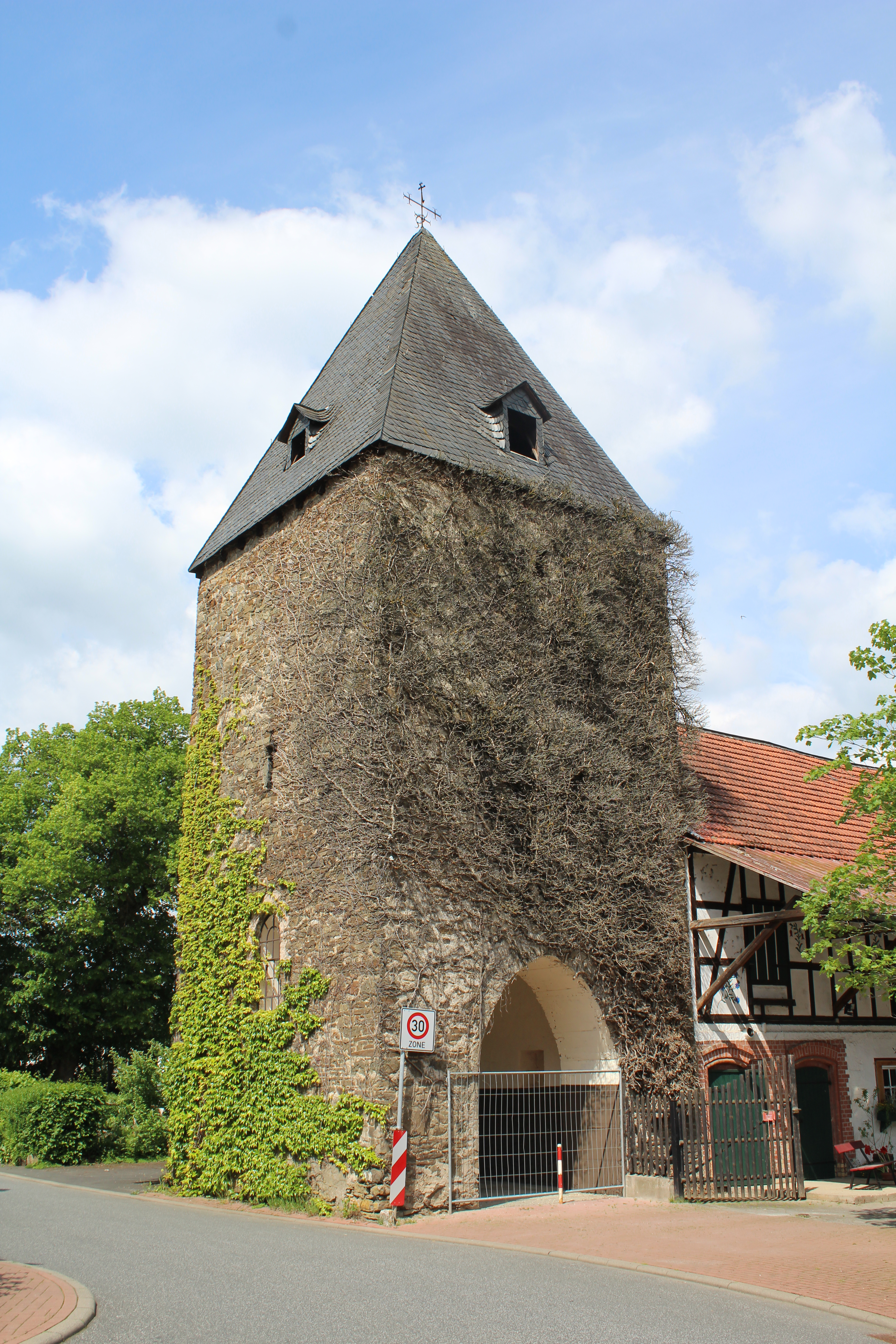
Blick von Südosten

Der Turm Erdhausen ist der ehemalige Chorturm und Wehrturm im Gladenbacher Ortsteil Erdhausen im Landkreis Marburg-Biedenkopf (Hessen). Das denkmalgeschützte Gebäude wurde im 13. Jahrhundert im Stil der Romanik errichtet. Die mittelalterliche Kirche wurde 1967 abgerissen.

## Geschichte
In kirchlicher Hinsicht war Erdhausen im ausgehenden Mittelalter Sendbezirk und Diakonat von Gladenbach im Dekanat Amöneburg, das dem Archidiakonat St. Stephan in der Erzdiözese Mainz zugeordnet war. Die Filialkirche war bereits in vorreformatorischer Zeit nach Gladenbach eingepfarrt.
Mit Einführung der Reformation wechselte Erdhausen zusammen mit Gladenbach ab 1526 zum evangelisch-lutherischen Bekenntnis. Von 1606 bis 1624 nahm die Gemeinde das reformierte Bekenntnis an, um danach endgültig zum lutherischen zurückzukehren.
Um die Anzahl der Sitzplätze zu erhöhen, wurde 1684 eine Winkelempore eingebaut. Im Jahr 1730 sprang die Glocke und wurde in Gießen von dem Glockengießer Andreas Henschel aus Gießen umgegossen. Am 14. März 1942 wurde die Bronzeglocke von 1730 für Rüstungszwecke abgeliefert. Sie entging aber dem Einschmelzen und gelangte auf den Hamburger Glockenfriedhof, wurde auf dem Wasserweg nach Hanau verschifft und von dort 1948 abgeholt und im Turm wieder aufgehängt.
Pläne zu einem Kirchenneubau bestanden bereits im Jahr 1932. Als die alte Kirche nach dem Zweiten Weltkrieg in Verfall geriet, wurde der Neubau beschlossen. Die alte Kirche war zu klein und engte die Bundesstraße 255, die damals direkt durch den Ort führte, im Kurvenbereich gefährlich ein. Aus dem ehemaligen Südportal traten die Gottesdienstbesucher ohne den Schutz eines Gehweges oder eines Geländers unmittelbar auf die Straße. Abgesehen von den Kunsthistorikern des Landkreises Biedenkopf und der Landesdenkmalpflege und trotz der Pläne für eine Ortsumgehung setzte sich in Erdhausen niemand mehr für den Erhalt der alten Kirche ein. Nach drei weiteren Jahren des Verfalls ließ die politische Gemeinde als Eigentümerin das Gebäude am 21. Januar 1967 durch die Gießener Firma Moogk abreißen. Der Turm erhielt einen spitzbogigen Durchgang für Fußgänger. Im Oktober 1967 wurde mit Hilfe des Landkreises der hölzerne Turmhelm erneuert.
Eine neue Kirche wurde am östlichen Ortsrand errichtet und am 31. Mai 1964 eingeweiht. Im selben Jahr schaffte die Gemeinde ergänzend zu den beiden erhaltenen Glocken eine weitere Glocke an. Aus der alten Kirche wurden keine Einrichtungsgegenstände übernommen. Erdhausen wurde 1966 zur selbstständigen Kirchengemeinde erhoben, aber pfarramtlich mit Gladenbach verbunden.

## Architektur

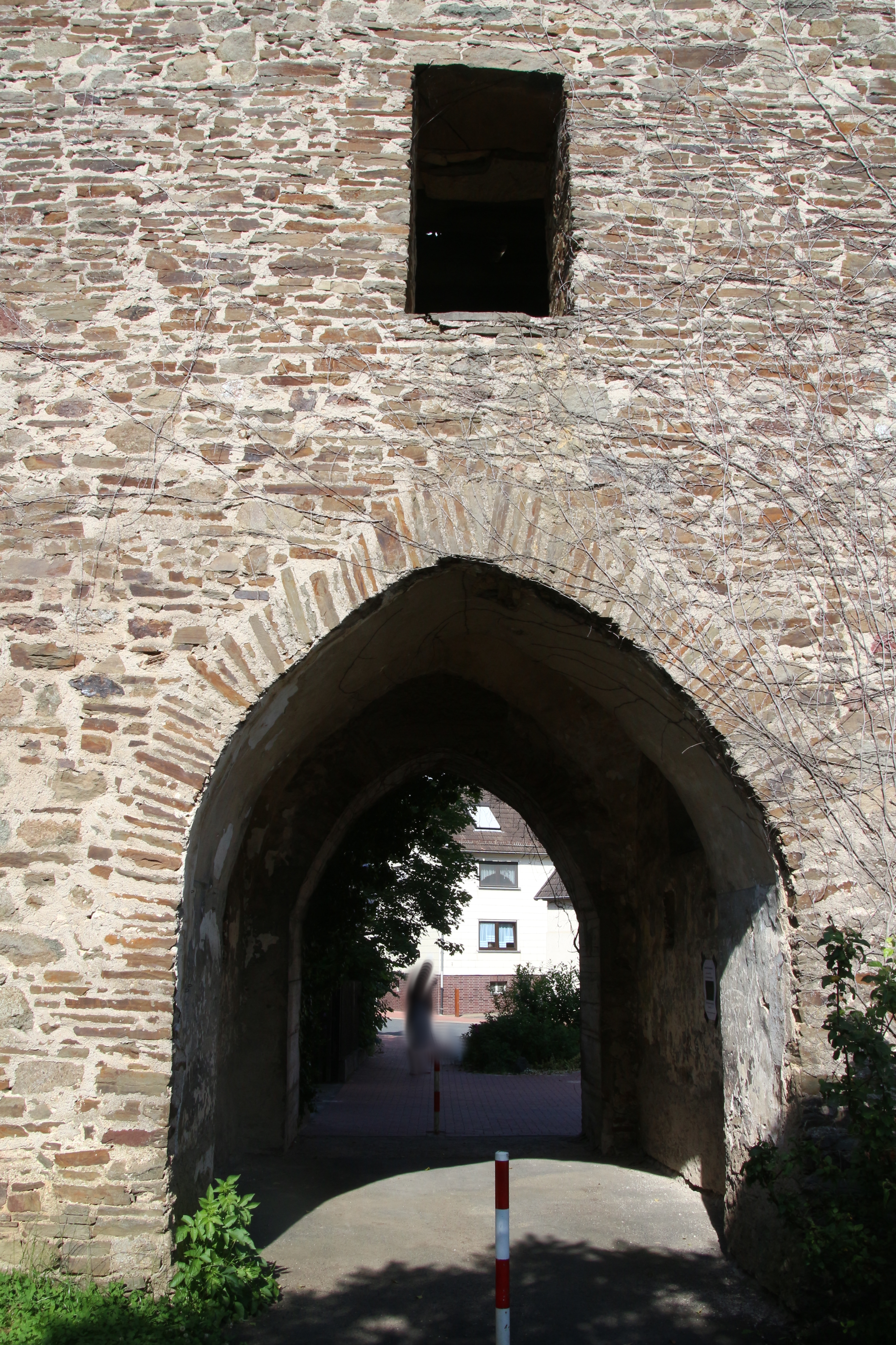
Ehemaliger Chorbogen. Standort das abgebrochene Schiff. Oben der Zugang zum Turm, der über den Dachboden der Kirche erreichbar war

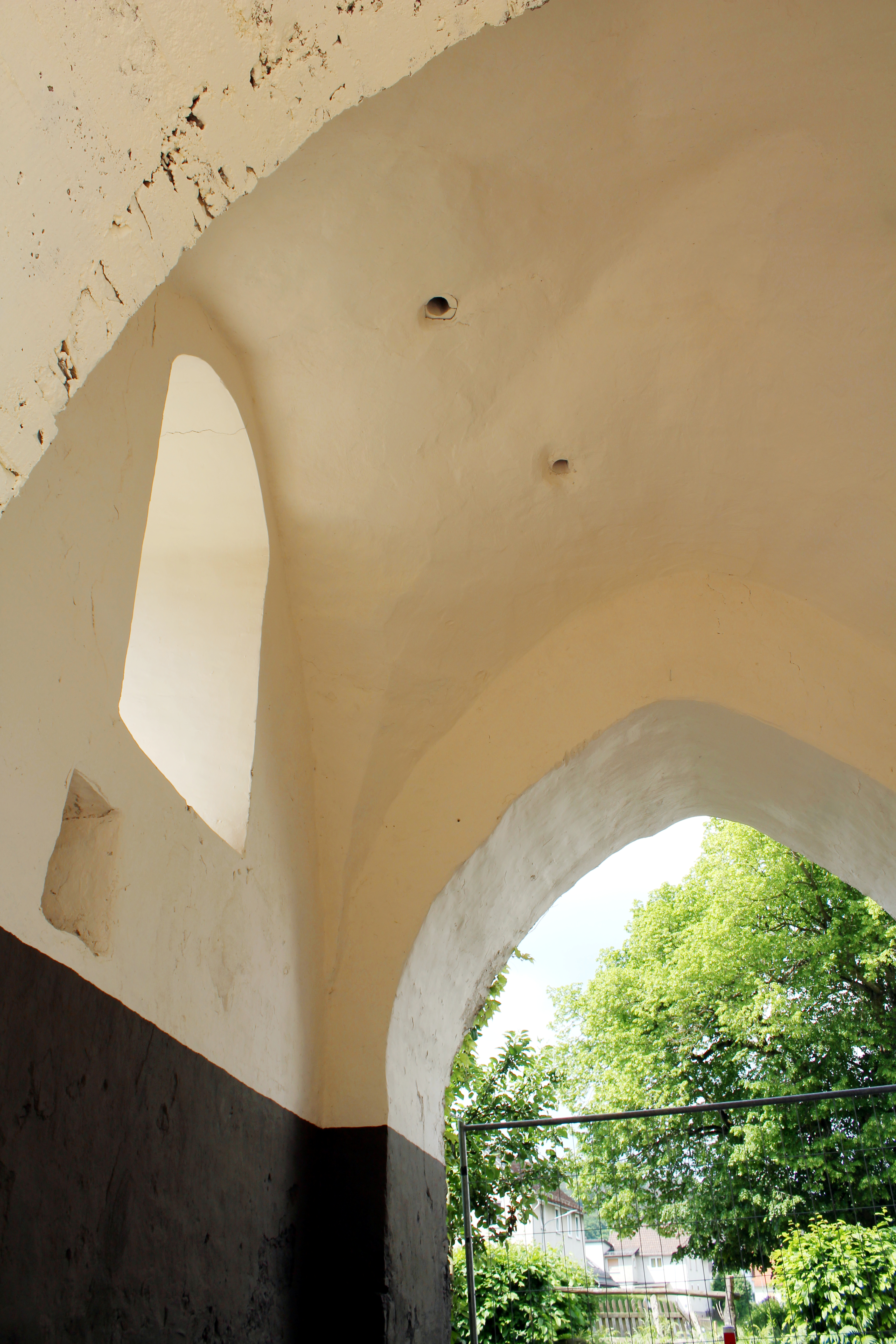
Gewölbe der Decke des Erdgeschosses. Links das Fenster der Südseite mit Sakramentsnische. Gut zu erkennen zwei Öffnungen für die Glockenseile

Der in etwa geostete, ungegliederte Chorturm aus unverputztem Bruchsteinmauerwerk aus Grauwacke ist am westlichen, talseitigen Rand des ursprünglichen Dorfes errichtet. Er erhebt sich nördlich der Herborner Straße, wo diese auf die Hauptstraße (Turmstraße/Schneebergstraße) stößt.
Der wehrhafte Turm auf quadratischem Grundriss von 6,50 × 6,50 Metern mit 1,42 Metern (was fünf Kasseler Fuß entspricht) mächtigen Außenmauern erreicht eine Höhe von 18 Metern. Die Turmhalle im Erdgeschoss schließt mit einem Kuppelgratgewölbe ab. Die hochrechteckige Öffnung oberhalb des westlichen Spitzbogens bildete den ursprünglichen Eingang zum Turmobergeschoss, das vom Dachboden des Kirchenschiffs zugänglich war. Ein Zeltdach wird von einem verzierten schmiedeeisernen Kreuz bekrönt. Dem Dach sind an allen vier Seiten kleine Gauben mit viereckigen Schalllöchern und Dreiecksgiebel aufgesetzt. Die Glockenstube beherbergte bis 1964 zwei Glocken, bevor diese am 4. Februar 1964 in die neue Kirche umgehängt wurden. Die kleine barocke Glocke von 1730 wiegt etwa 60k g und trägt eine lateinische Inschrift: „HEUS GLACITO VIVOS AD SEMINA VIVA JEHOVAE EXAMINES SIC AD TUMULAS HEM TEMPORE TRISTI: ANNO DOMINI MDCCXXX MAGISTER A.D. STOCKHAUSEN. PASTOR“ (Höre, ich rufe Lebende zur lebendigen Nachkommenschaft Gottes, die Verstorbenen so zu den Grabhügeln, o, in trauriger Zeit. Im Jahr 1730, Herr Anton Daniel Stockhausen, Pfarrer). Sie wird ergänzt um eine Glocke von 1927 und eine neue, die die Firma Rincker 1964 für die neue Kirche goss. Die drei Glocken erklingen auf den Schlagtönen cis2, dis2 und fis2. Im Süden und Osten belichteten vor dem Abriss des Schiffs zwei Rundbogenfenster die Turmhalle, von denen das südliche erhalten blieb. Im Zuge des Abrisses der Kirche wurde analog zum Triumphbogen im Westen ein spitzbogiger Durchgang in die Ostmauer eingebrochen, um Fußgängern die Querung der Straße zu ersparen. An der Ostseite ist unterhalb der Traufe eine schmale Schlitzscharte und im Süden oberhalb des Fensters eine kreuzförmige Schießscharte eingelassen, die auf eine Nutzung als Wehrturm hinweisen.

Erdhäuser Wappen mit der Halbsonne, die einst die Empore der alten Kirche verzierte

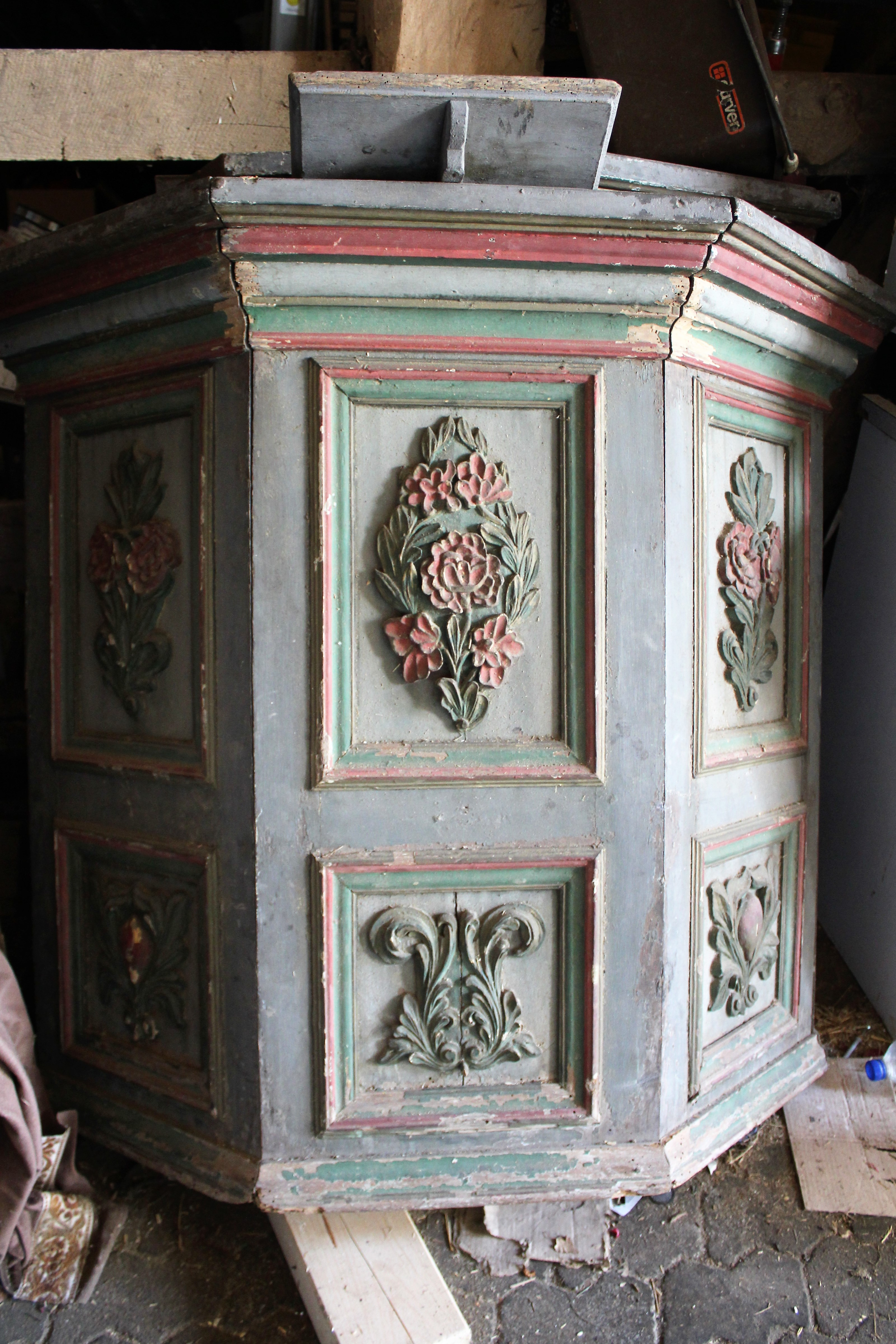
Erhaltener Kanzelkorb

Die abgerissene, massiv aufgemauerte Kirche war mit ihrem quadratischen Grundriss von 7 × 7 Metern nur unwesentlich größer als der Turm. Das romanische Schiff mit Satteldach wurde an der Südseite durch ein schlichtes Rundbogenportal erschlossen und durch ein hochsitzendes Rechteckfenster mit Sprossengliederung belichtet; die Nord- und die westliche Giebelseite waren fensterlos. In das flachgedeckte Innere wurde 1684 eine Empore eingebaut, die mit drei geschnitzten Halbsonnen mit 14 Strahlen verziert war. Das halbe Sonnenrad der Empore fand Eingang in das Wappen von Erdhausen. Die Empore trug folgende Bauinschrift: „KASBER MELLER AVS DER BRVCHMEL, WERCK MEISTER ANO 1684“. Die Kanzel und Reste der von Holzwurm zerfressenen Emporenbalken sind erhalten und wurden dem Heimatverein Weidenhausen überlassen, der sie an den Verein für Geschichte und Volkskunde Lohra e.V. weitergab. Ziel ist die Aufstellung der Kanzel in der Historischen Kirche Altenvers. Der polygonale Kanzelkorb mit profilierten Gesimskränzen hat unten in den quadratischen und oben in den hochrechteckigen Füllungen der Kanzelfelder Rosenblüten und florale Ornamente.
Das kleine Kirchenschiff in Erdhausen bildete den westlichen Eckpfeiler des angrenzenden Fachwerk-Gehöfts der Familie Lenz. Das Wirtschaftsgebäude wurde 1653 eingeschossig errichtet und gelangte 1831 in den Besitz von Johannes Lenz aus Mornshausen, der das heutige Fachwerk-Wohngebäude baute. Auf eine Südwand konnte wegen des benachbarten Turms und Schiffs verzichtet werden. Im Zweiten Weltkrieg wurde das Gebäude aufgestockt. Im Osten steht das Gehöft in einer Flucht mit dem Turm. Das Gesamtensemble aus Turm, Kirche und Gehöft bildete eine Einheit, die beliebtes Objekt der Malerei war, besonders des Heimatmalers Karl Lenz.